# Jekaterina Alexejewna Furzewa

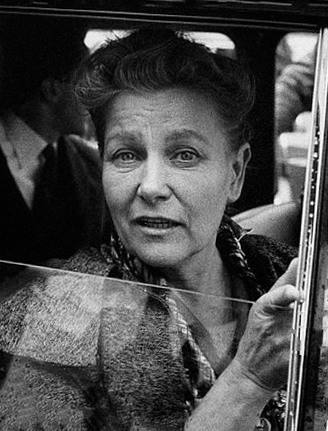
Jekaterina Furzewa (1964)

Jekaterina Alexejewna Furzewa (russisch Екатерина Алексеевна Фурцева; * 24. Novemberjul. / 7. Dezember 1910greg. in Wyschni Wolotschok, Gouvernement Twer, Russisches Reich; † 24. Oktober 1974 in Moskau) war eine sowjetische Politikerin. Sie war eine von nur zwei Frauen (bei ca. 118 Mitgliedern), die in der Zeit von 1917 bis 1991 Mitglieder des Politbüros der Kommunistischen Partei der Sowjetunion (Bezeichnung von 1952 bis 1966: Präsidium), des politisch höchsten Gremiums der KPdSU, wurden: Jekaterina Furzewa von 1957 bis 1961 und Galina Semjonowa von 1990 bis 1991.

## Jugend und Anfang der Karriere
Nach dem Abschluss der Realschule und der Fachausbildung an einer Fabrik arbeitete Furzewa als Weberin. Gleichzeitig machte sie eine Karriere innerhalb des kommunistischen Jugendverbandes Komsomol, wo sie innerhalb weniger Jahre zur Leiterin der Organisationsabteilung der Komsomolgebietsorganisation auf der Krim aufstieg. 1930 wurde sie als 20-Jährige Mitglied der KPdSU (B). Sie interessierte sich in jungen Jahren für die Luftfahrt, belegte von 1933 bis 1935 Hochschulkurse im Bereich der zivilen Luftfahrt und war von 1933 bis 1936 Assistentin der Politabteilung des Luftfahrtstechnikums der Aeroflot.
Von 1937 bis 1942 studierte sie chemische Feintechnologie in Moskau und 1941 erhielt sie als Chemie-Ingenieurin ihr Diplom. 1942 wurde sie zur Sekretärin des Moskauer Frunse-Stadtteilkomitees ernannt, wo sie für Kaderfragen zuständig war. Auf diesem Posten erwies sie sich als eine überzeugte Anhängerin Stalins. Während einer Sitzung brandmarkte sie das „fehlende vertiefte Studium der Werke Stalins“. Durch ihre stramme Linientreue wurde sie unbeliebt und gefürchtet. Ihr Vortragsstil unterschied sich jedoch stark von den damals üblichen anderer Sekretäre. Sie hatte eine so mächtige Stimme, dass sie ohne ein Mikrophon den gesamten Saal erreichte. Und sie las ihre Reden nie vom Papier ab, sondern lernte sie bereits vor ihren Auftritten auswendig. Dadurch hatte es den Anschein, dass sie frei und improvisatorisch spreche.
Furzewa legte großen Wert auf die „ideologische Umerziehung“ von Wissenschaftlern. So forderte sie nach der Rede Stalins im Frühling 1946 alle „wissenschaftlichen Aufgaben“ an Instituten und anderen Forschungseinrichtungen, die sich im Machtbereich des Frunse-Stadtteilkomitees von Moskau befanden, „innerhalb eines Jahres“ zu beenden. Am 21. Januar 1949 lernte sie Stalin während eines Feierempfangs persönlich kennen, was für sie, eine einfache Stadtteilsekretärin, eine große und ungewöhnliche Ehre war.
Nach der Absetzung des Ersten Sekretärs der Moskauer Parteiorganisation Popow und Ernennung Chruschtschows zum neuen starken Mann in der sowjetischen Hauptstadt ernannte man Furzewa zuerst zur Zweiten (von 1950 bis 1954) und dann zur Ersten (von 1954 bis 1957) Stadtsekretärin der Moskauer Parteiorganisation. In dieser Funktion war sie für die Verfolgung von angeblichen „Mörder-Ärzten“, der letzten stalinistischen Säuberungsaktion, die aber nach Stalins Tod sofort aufgegeben wurde, verantwortlich. Insbesondere auf dem Gebiet der Literatur und Kunst erwies sie sich als erbarmungslos, kanzelte alle „unproletarischen Schriftsteller“ scharf ab und rief unablässig zur Wachsamkeit auf. So verweigerte sie dem Schriftsteller Alexander Twardowski seine Bitte, ihn nicht mehr als „Sohn eines Kulaken“ zu bezeichnen.

### Auf- und Abstieg in der Führung der Partei
Sie war bereits 1952 Kandidatin des Zentralkomitees der KPdSU und wurde schon 1956 Vollmitglied dieses Gremiums. Sie war von 1956 bis 1960 als erste Frau Mitglied im Sekretariat des Zentralkomitees der Kommunistischen Partei der Sowjetunion und von 1956 bis 1957 als erste Frau Kandidatin des Politbüros der KPdSU. Gefördert von Nikita Chruschtschow wurde sie von 1957 bis 1961 als erste Frau in das Politbüro der KPdSU gewählt.
Man kann mit Sicherheit behaupten, dass Chruschtschow großen Gefallen an der Gesellschaft Furzewas fand, da er sie oft zu seinen Auslandsreisen mitnahm. Dies führte in der westlichen Boulevardpresse zu Spekulationen über mögliche geheime Beziehungen zwischen Chruschtschow und Furzewa, man bezeichnete sie in übertriebener Weise als „Russlands rote Zarin“. Sie war elegant und modebewusst, was Nikita Chruschtschow, der ab 1960 im Verbund der sogenannten 60er Revision in der Partei (Erneuerungsgebot für Führungsmitglieder in der KPdSU) ihren Machtabstieg betrieb, zunehmend erzürnte. Sie wurde zwar 1960 Kultusministerin und für zwei Jahre stellvertretende Ministerpräsidentin, verlor aber zusammen mit Aristow und Ignatow 1961 das wichtigere Amt im Parteipräsidium und sogar ihr Abgeordnetenmandat im Obersten Sowjet der UdSSR, wurde aber 1966 wiedergewählt.

### Ministerin
Über die Grenzen der UdSSR wurde sie auch bekannt als Unions- und Republikministerin für Volksbildung (Kultur). Dieses Amt bekleidete sie von 1960 bis 1964 im Kabinett Chruschtschow und von 1964 bis zu ihrem Tode im Jahr 1974 im Kabinett von Kossygin. Auch in der Regierung war sie 1960 die einzige Frau. Sie rief das „Internationale Moskauer Filmfestival“ ins Leben, setzte die Gründung des „Internationalen Tschaikowski-Musikwettbewerbs“ durch und leitete den Bau des großen Sportstadions in Luschniki, Moskau. Außerdem erleichterte sie die Lage vieler Kunstschaffender. In den letzten Jahren übte sie ihr Ministeramt überwiegend nur noch repräsentativ aus.

### Tod
Nach persönlichen Krisen (Ehescheidung, zweite Ehe), einer „Datschen-Affäre“ (ungeklärte Finanzierung) und erneuter Abwahl als Abgeordnete des Obersten Sowjets endete 1974 ihr Leben wahrscheinlich durch Suizid. Offiziell starb sie an Herzinsuffizienz. Beigesetzt wurde sie in Moskau auf dem Nowodewitschi-Friedhof.
Der Tod von Jekaterina Furzewa wurde von sowjetischen Künstlern und Literaten bedauert. Bemüht, im kulturellen Leben des Landes Gegensätze auszugleichen und Konfliktsituationen zu mildern, wurden ihre Verdienste um die sowjetische Kultur anerkannt.